# Märta Donner
Märta Maria Donner, född 1 juni 1922 i Helsingfors, död 18 mars 2013 i Helsingfors, var en finländsk pediatriker. Hon är dotter till Sven Donner.
Donner, som blev medicine och kirurgie doktor 1954, var specialist i barnneurologi vid pediatriska kliniken vid Helsingfors universitetscentralsjukhus 1962–77 och avdelningsöverläkare vid motsvarande klinik vid Västra Nylands kretssjukhus 1978–85. Donner, som var docent i barnneurologi vid Helsingfors universitet 1971–85 och tilldelades professors titel 1986 har främst bedrivit forskning om epilepsi och medfödda muskelsjukdomar.